# 1952 في إيران
فيما يلي قوائم الأحداث التي وقعت خلال عام 1952 في إيران.

## سياسة

### تعيين في المنصب
- 21 يوليو – محمد مصدق رئيس وزراء إيران.

## مواليد

### يناير
- 1 يناير – علي رضا خورشيدي لاعب كرة قدم إيراني.
- 1 يناير – فرج الله سلحشور مخرج أفلام إيراني.
- 1 يناير – قربان توراني قس إيراني.
- 1 يناير – محمود باك نيت محمود پاک‌نیت.
- 19 يناير – نصرالله معين

### مارس
- 16 مارس – محمد صادقي لاعب كرة قدم إيراني.

### مايو
- 11 مايو – شهره اغداشلو

### يوليو
- 26 يوليو – رضا دقتي

### سبتمبر
- 13 سبتمبر – محمود واعظي دبلوماسي إيراني.

### نوفمبر
- 1 نوفمبر – علي رضا عسكري سياسي إيراني.

### ديسمبر
- 10 ديسمبر – محمد نوري زاد

## وفيات

### يناير
- 1 يناير – محمد الحجة الكوهكمري (مواليد 1892)
- 1 يناير – محمد تقي الخونساري (مواليد 1850)